# Відень (аеропорт)
Ві́денський міжнаро́дний аеропо́рт «Швехат» (нім. Flughafen Wien-Schwechat, IATA: VIE, ICAO: LOWW юридична назва: «Аеропорт Відня Швехат») — найбільший аеропорт в Австрії, розташований за 18 км на південний схід від столиці Австрії — Відня та 57 км до заходу від Братислави. Аеропорт знаний як «Швехат» від назви найближчого сусіднього міста; має можливість розміщувати літаки класу Boeing 747 та Airbus A340. Є хабом для авіакомпанії Austrian Airlines та базою для Eurowings. Визнаний на церемонії «World Airport Awards» (2008) найкращим аеропортом Центральної і Східної Європи.
Є хабом для авіаліній:
- Austrian Airlines
- Ryanair
- Wizz Air
- Korean Air Cargo

## Історія
Спочатку використовувався як військовий аеродром в 1938 р., в 1945 році він був взятий під контроль британською владою. В 1954 р. було засновано «Betriebsgesellschaft» і новий аеропорт Швехат замінив віденський аеропорт Асперн і став головним аеропортом у Відні, Австрія.

## Термінали
Міжнародний аеропорт Відня має чотири термінали — 1, 2 і 3, які безпосередньо побудовані один проти одного, а також в ролі додаткового терміналу 1А розташований навпроти Терміналу 1. Термінали 1, 2 і 3 з'єднані з п'ятьма залами. Центральний зал прибуття для всіх рейсів знаходиться в терміналі 3.

### Термінали
- Термінал 1 зазнав реконструкції в січні 2013 року і на кінець 2010-х головним чином використовується авіакомпаніями що входить до альянсів Oneworld та SkyTeam.
- Термінал 1А, розташований в окремому приміщенні навпроти терміналу 1,обслуговує низку бюджетних авіакомпаній.
- Термінал 2 на 2017 рік зачинено на планований ремонт..[5]
- Термінал 3, також знаний як австрійський Star Alliance термінал, з прилеглими конкорсами F і G є новітнім терміналом аеропорту. Він використовується Austrian Airlines Group, підписантами Star Alliance, а також деякими іншими авіалініями включаючи Emirates й El Al.

Операторами всіх терміналів є Fraport, Vienna Airport Handling, Swissport й Austrian Airlines.

### Зали
- Зал B знаходиться на першому поверсі зала C і має виходи В22-В43 (автобуси, тільки Шенген)
- Зал C (пірс Захід) для шенгенського напрямку; виходи C31-C42 (телетрапи), C35-C41 (трансферні), C71-C75 (автобуси, тільки Шенген)
- Зал D (пірс Схід, раніше Зал А) для нешенгенських напрямків із загальним паспортним контролем на вході східного напрямку; Виходи D21-D29 (посадка через телетрапи), D31-D37 (посадка через автобуси), D61-D70 (автобуси). Зал D має бути відремонтовано і обладнано для обробки Airbus А380 в рамках програми модернізації, оголошеної в березні 2016 року[5]
- Зал F (Рівень 1 Пірс Північ) використовується для шенгенських напрямків. Виходи F01-F37 (телетрапи і автобуси)
- Зал G (Рівень 3 Пірс Північ) для нешенгенських напрямків; загальний паспортний контроль на вході 3-го рівня; Виходи G01-G37 (телетрапи і автобуси)

## Авіалінії та напрямки, серпень 2023

### Пасажирські
| Авіакомпанія                  | Пункт призначення |
| ----------------------------- | --- |
| Aegean Airlines               | Афіни Сезонні: Іракліон |
| Aer Lingus                    | Дублін |
| Air Algerie                   | Алжир |
| Air Cairo                     | Хургада Сезонний: Марса-Алам |
| Air Canada                    | Торонто–Пірсон |
| Air China                     | Пекін |
| Air Corsica                   | Сезонний: Кальві |
| Air France                    | Париж–Шарль де Голль |
| Air India                     | Делі |
| Air Malta                     | Мальта |
| Air Serbia                    | Белград |
| airBaltic                     | Рига |
| AnadoluJet                    | Анкара, Стамбул–Сабіха Гекчен Сезонно: Анталія |
| Austrian Airlines             | Амман, Амстердам, Афіни, Бангкок–Суварнабгумі, Барселона, Базель — Мюлуз — Фрайбург, Пекін, Белград , Берлін, Бірмінгем, Болонья, Брюссель, Бухарест, Будапешт, Каїр, Чикаго–О'Хара, Кишинів, Кельн/Бонн, Копенгаген, Дюссельдорф, Ербіль, Франкфурт-на-Майні, Гран-Канарія, Грац, Гамбург, Ганновер, Ясси, Інсбрук, Клагенфурт, Кошице, Краків, Ларнака, Лейпциг/Галле, Лондон–Хітроу, Ліон, Малага, Манчестер, Марракеш, Мілан–Мальпенса, Монреаль–Трюдо, Мюнхен, Неаполь, Ньюарк, New York–JFK, Ніцца, Нюрнберг, Осло-Гардермуен, Пальма-де-Майорка, Париж–Шарль де Голль, Подгориця, Прага, Приштина, Рим–Ф’юмічіно, Сараєво, Шанхай–Пудун, Сібіу, Скоп’є, Софія, Стокгольм–Арланда, Штутгарт, Тегеран–Імам Хомейні, Тель-Авів, Тенерифе-Південний, Салоніки, Тирана, Варна, Венеція, Вільнюс, Варшава–Шопен, Вашингтон–Даллес, Єреван, Загреб, Цюрих Сезонний: Анталія, Барі, Біллунн, Бріндізі, Кальярі, Канкун, Катанія, Ханья, Корфу, Даламан, Дубровник, Флоренція, Фуертевентура, Мадейра, Гетеборг, Іракліон, Ібіца, Каламата, Карпатос, Кавала, Кефалонія, Кіттіля (з 20 січня 2024), Кос, Ламеція-Терме, Лос-Анджелес, Мале, Марсель, Маврикій, Менорка, Міконос, Ольбія, Палермо, Патри, Порту, Превеза, Рейк'явік, Родос, Рованіемі (з 2 грудня 2023), Самос, Санторіні, Севілья (з 14 жовтня 2023), Скіатос, Спліт, Тиват, Токіо–Наріта, Тромсе, Валенсія, Волос, Задар, Закінф Сезонний чартер: Хургада, Марса-Алам, Монастір |
| Azerbaijan Airlines           | Баку |
| British Airways               | Лондон–Хітроу |
| Brussels Airlines             | Брюссель |
| China Airlines                | Тайвань-Таоюань |
| Condor                        | Сезонний: Іракліон, Хургада (з 29 жовтня 2023), Пальма-де-Майорка, Родос |
| Corendon Airlines             | Сезонні: Анталія, Іракліон, Хургада, Ізмір |
| Croatia Airlines              | Загреб Сезонний: Спліт |
| EgyptAir                      | Каїр |
| El Al                         | Тель-Авів |
| Emirates                      | Дубай |
| Ethiopian Airlines            | Аддис-Абеба, Копенгаген |
| Etihad Airways                | Абу-Дабі |
| European Air Charter          | Сезонний чартер: Бургас, Варна |
| Eurowings                     | Кельн/Бонн, Дюссельдорф, Гамбург, Штутгарт |
| EVA Air                       | Бангкок–Суварнабхумі, Тайвань-Таоюань |
| Finnair                       | Гельсінкі |
| FlyEgypt                      | Сезонний чартер: Марса-Алам |
| Flynas                        | Сезонний: Джидда, Ріяд |
| Georgian Airways              | Тбілісі |
| Iberia                        | Мадрид |
| Iran Air                      | Тегеран–Імам Хомейні |
| Jet2.com                      | Сезонний: Бірмінгем, Лідс/Бредфорд, Манчестер, Ньюкасл |
| KLM                           | Амстердам |
| Korean Air                    | Сеул–Інчхон |
| Kuwait Airways                | Сезонний: Кувейт |
| LOT Polish Airlines           | Варшава-Шопен |
| Lufthansa                     | Франкфурт, Мюнхен |
| Luxair                        | Люксембург |
| Norwegian Air Shuttle         | Осло–Гардермуен |
| Nouvelair                     | Сезонний: Монастір, Джерба |
| Pegasus Airlines              | Анкара, Стамбул-Сабіха Гекчен Сезонний: Анталія, Ізмір, Кайсері |
| People's                      | Санкт-Галлен/Альтенрайн |
| Qatar Airways                 | Доха |
| Ryanair                       | Аліканте, Амман, Афіни, Баня-Лука, Барселона, Барі, Париж-Бове, Мілан-Бергамо, Біллунн, Болонья, Бухарест, Катанія, Брюссель-Шарлеруа, Кельн/Бонн, Копенгаген, Дублін, Единбург, Ейндговен, Фару, Фуертевентура, Гетеборг, Гран-Канарія, Гельсінкі, Краків, Ларнака, Лісабон, Лондон–Станстед, Мадрид, Малага, Мальта, Манчестер, Марсель, Мілан–Мальпенса, Неаполь, Ніш, Пальма-де-Мальорка, Пафос, Порту, Рига, Рим–Ф’юмічіно, Сантандер, Севілья, Софія, Стокгольм–Арланда, Таллінн, Тель-Авів, Тенерифе-Південний, Салоніки, Тревізо (з 29 жовтня 2023), Валенсія, Варна, Венеція (закінчується 28 жовтня 2023), Вільнюс, Варшава–Шопен, Варшава–Модлін Сезонно: Акаба, Бургас, Кальярі, Ханья, Корфу, Дубровник, Іракліон, Ібіца, Каламата, Кефалонія, Кос, Ламеція-Терме, Лансароте, Міконос, Палермо, Перуджа, Превеза, Пула, Родос, Ріміні, Санторіні, Скіатос, Задар, Закінф |
| Saudia                        | Джидда, Ріяд |
| SmartWings                    | Чартер: Сал (з 22 грудня 2023) |
| SunExpress                    | Анталія, Ізмір Сезонний: Анкара, Діярбакир, Кайсері, Самсун |
| Swiss International Air Lines | Женева, Цюрих (з 28 жовтня 2023) |
| TAP Portugal                  | Лісабон |
| Transavia                     | Роттердам |
| Tunisair                      | Туніс |
| Turkish Airlines              | Стамбул Сезонний: Газіантеп, Кайсері, Самсун |
| Volotea                       | Нант |
| Vueling                       | Барселона |
| Wizz Air                      | Барселона, Більбао, Клуж-Напока, Даммам, Джидда, Кутаїсі, Кувейт, Ларнака, Лондон-Гатвік, Малага, Неаполь, Ніцца, Ніш, Охрид, Подгориця, Приштина, Рейк'явік, Ріяд, Рим–Ф’юмічіно, Тель-Авів, Тенерифе-Південний, Тирана, Тузла, Варна (закінчується 27 вересня 2023), Єреван Сезонний: Абу-Дабі, Амман, Бургас, Ханья, Корфу, Дубай, Дубровник, Ейлат, Хургада (з 25 вересня 2023), Шарм-ель-Шейх, Спліт, Закінф |

### Вантажні
| Авіакомпанія           | Пункт призначення                                                                             |
| ---------------------- | --------------------------------------------------------------------------------------------- |
| Asiana Cargo           | Мілан–Мальпенса, Сеул–Інчхон                                                                  |
| Cargolux               | Баку, Гонконг, Люксембург                                                                     |
| DHL Aviation           | Лейпциг/Галле]                                                                                |
| Korean Air Cargo       | Делі, Франкфурт-на-Майні, Ханой, Мадрид, Мілан–Мальпенса, Осло-Гардермуен, Сеул–Інчхон, Цюрих |
| Silk Way Airlines      | Баку, Франкфурт-Хан, Стамбул, Мілан–Мальпенса                                                 |
| Turkish Airlines Cargo | Стамбул                                                                                       |
| UPS Airlines           | Будапешт, Кельн/Бонн                                                                          |

## Наземний транспорт

### Потяги
Лінія S7 Віденського S-Bahnу забезпечує перевезення до центру міста, час в дорозі близько 25 хвилин
 
Майже вдвічі дорожчий City Airport Train сполучає аеропорт безпосередньо із залізничною станцією Відень-Мітте (Wien Mitte), неподалік від центру міста, всього за 16 хвилин
Крім того, підземна залізнична станція була розширена, щоб приймати міжміські поїзди. З грудня 2014 року потяги Intercity-Express з Німеччини що прямують через Відень-Головний, кінцеву зупинку мають в аеропорту. З грудня 2015 року, потяги ÖBB Railjet також вирушають від станції аеропорту.

### Автомобіль
Аеропорт знаходиться в безпосередній близькості від автостради А4, що прямує від центру Відня до Будапешта. До Братислави можна дістатися по автостраді A6, що відгалужується від А4. В аеропорту працюють служби таксі та прокат автомобілів

### Таксі
Через автовокзал A4 Ost до виходу в аеропорт; Від центру міста, залежно від руху, приблизно 25-40 хвилин їзди. Ціна коливається в залежності від таксі. Існують різні провайдери, які дзвонять майже до всіх аеропортних таксі

### Автобуси
З аеропорту можна дістатись автобусами до Братислави, Будапешту та Брно.

## Статистика
| | Пасажири   | Зміна у порівнянні з попереднім роком | Авіатрафік | Зміна у порівнянні з попереднім роком | вантажний (Метричні тонни) | Зміна у порівнянні з попереднім роком |
| --- | ---------- | ------------------------------------- | ---------- | ------------------------------------- | -------------------------- | ------------------------------------- |
| 2005 | 15,859,050 | ▲ 7.26 %                              | 252,988    | ▲ 3.42 %                              | 180,066                    | ▲13.77 %                              |
| 2006 | 16,855,725 | ▲ 6.28 %                              | 260,846    | ▲ 3.11 %                              | 201,870                    | ▲12.11 %                              |
| 2007 | 18,768,468 | ▲11.35 %                              | 280,912    | ▲ 7.69 %                              | 205,024                    | ▲ 1.56 %                              |
| 2008 | 19,747,289 | ▲ 5.22 %                              | 292,740    | ▲ 4.21 %                              | 201,364                    | ▼ 1.79 %                              |
| 2009 | 18,114,103 | ▼ 8.27 %                              | 261,758    | ▼10.58 %                              | 198,407                    | ▼ 1.47 %                              |
| 2010 | 19,691,206 | ▲ 8.71 %                              | 265,150    | ▲ 1.30 %                              | 231,824                    | ▲16.84 %                              |
| 2011 | 21,106,292 | ▲ 7.19 %                              | 266,865    | ▲ 0.65 %                              | 291,313                    | ▲25.66 %                              |
| 2012 | 22,195,794 | ▲ 5.02 %                              | 264,542    | ▼ 0.87 %                              | 265,467                    | ▼ 8.89 %                              |
| 2013 | 21,999,926 | ▼ 0.75 %                              | 250,224    | ▼ 5.41 %                              | 268,155                    | ▲ 1.03 %                              |
| 2014 | 22,483,158 | ▲ 2.20 %                              | 249,989    | ▼ 0.09 %                              | 290,116                    | ▲ 8.19 %                              |
| 2015 | 22.775.054 | ▲ 1.30%                               | 226.811    | ▼ 1.70%                               | 272.575                    | ▼ 1.80%                               |
| 2016 | 23.352.016 | ▲ 2.50%                               | 226.395    | ▼ 0.20%                               | 282.726                    | ▲ 3.70%                               |
| 2017 | 24.392.805 | ▲ 4.50%                               | 224.568    | ▼ 0.80%                               | 287.692                    | ▲ 1.90%                               |
| 2018 | 27,037,292 | ▲ 10.80%                              | 241,004    | ▲ 7.30%                               | 295,427                    | ▲ 2.60%                               |
| 2019 | 31,662,189 | ▲ 17.10%                              | 266,802    | ▲ 10.70%                              | 283,806                    | ▼ 3.90%                               |
| 2020 | 7,812,938  | ▼ 75.32%                              | 95,880     | ▼ 64.06%                              | 217,888                    | ▼ 23.23%                              |
| Джерело: Airports Council International. World Airport Traffic Reports (Years 2005, 2006, 2007, 2009, 2011, 2012, 2013,, 2014) Звіти міжнародного аеропорту Відень (роки 2015, 2016, 2017, 2018, 2019, |            |                                       |            |                                       |                            |                                       |

## Галерея

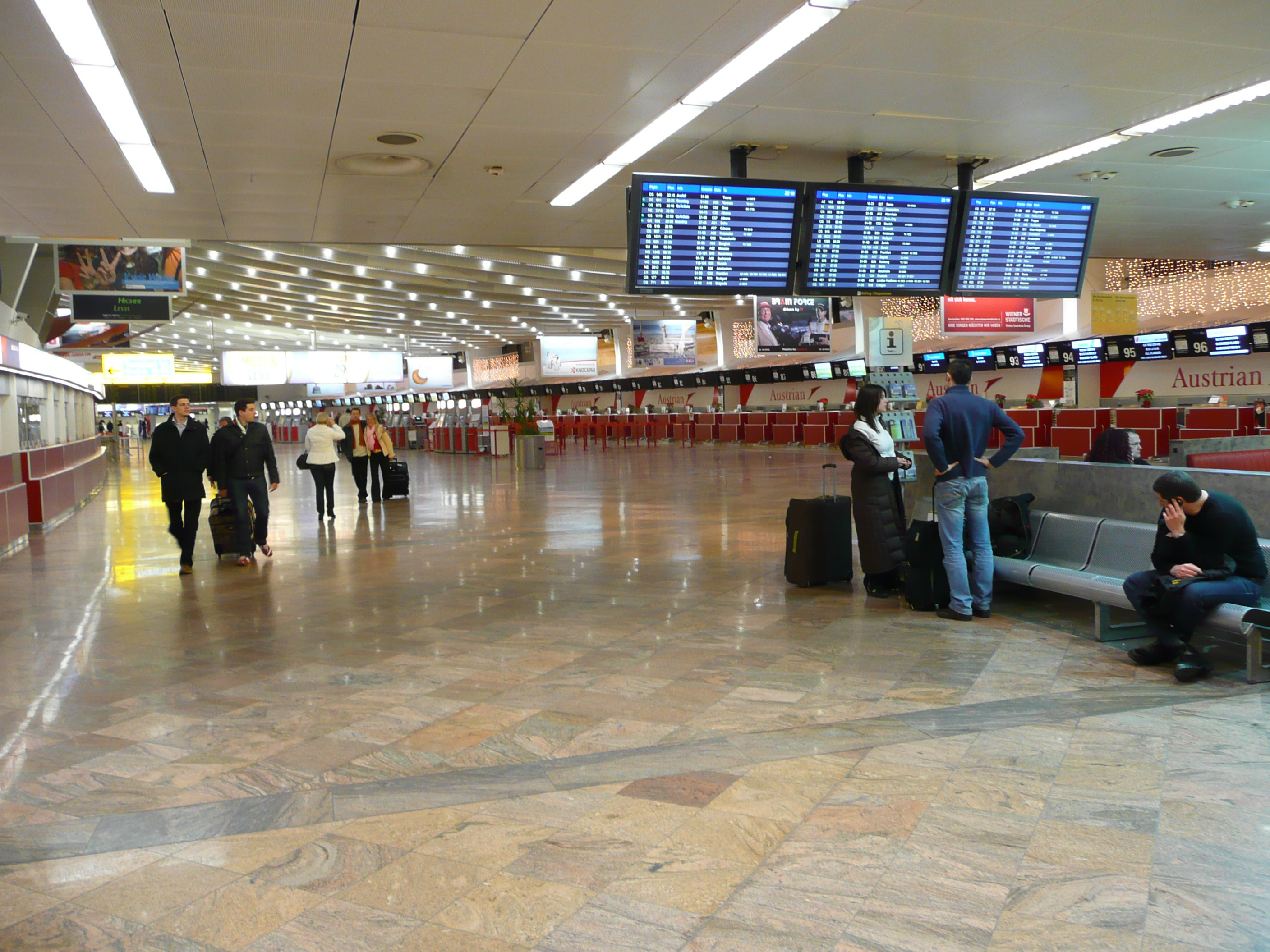
Інтер'єр залу Терміналу 1
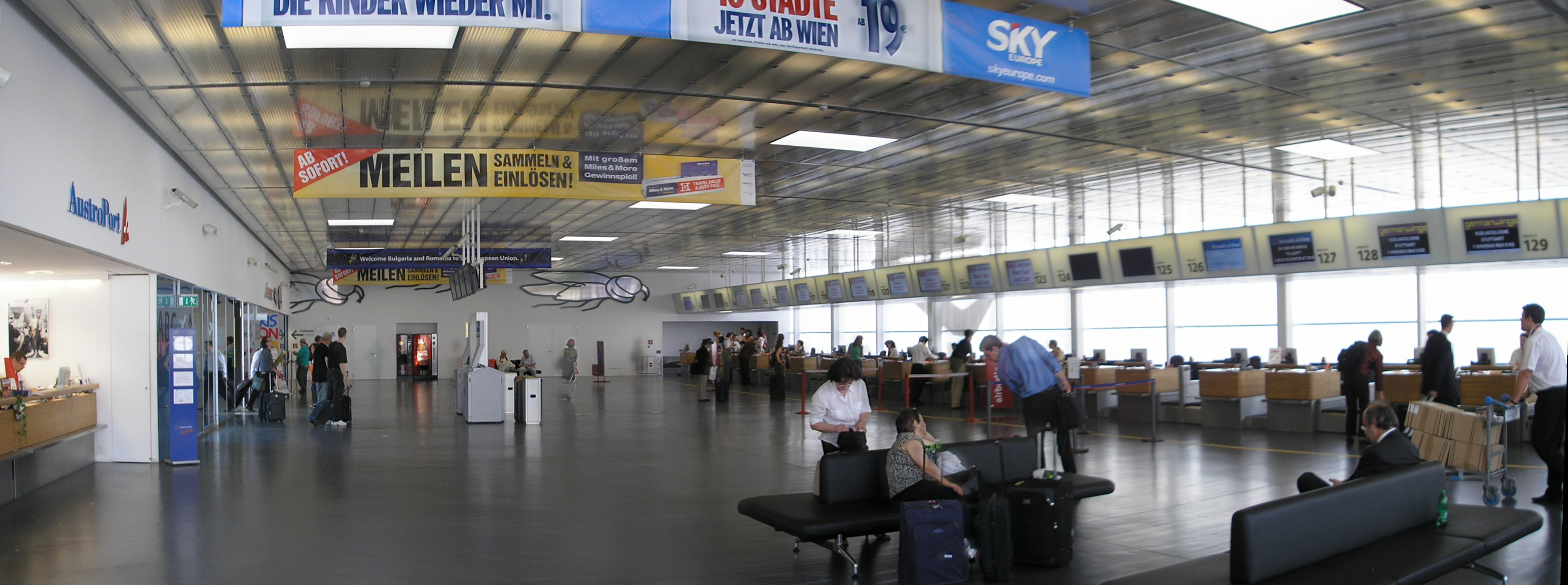
Інтер'єр залу Терміналу 1A
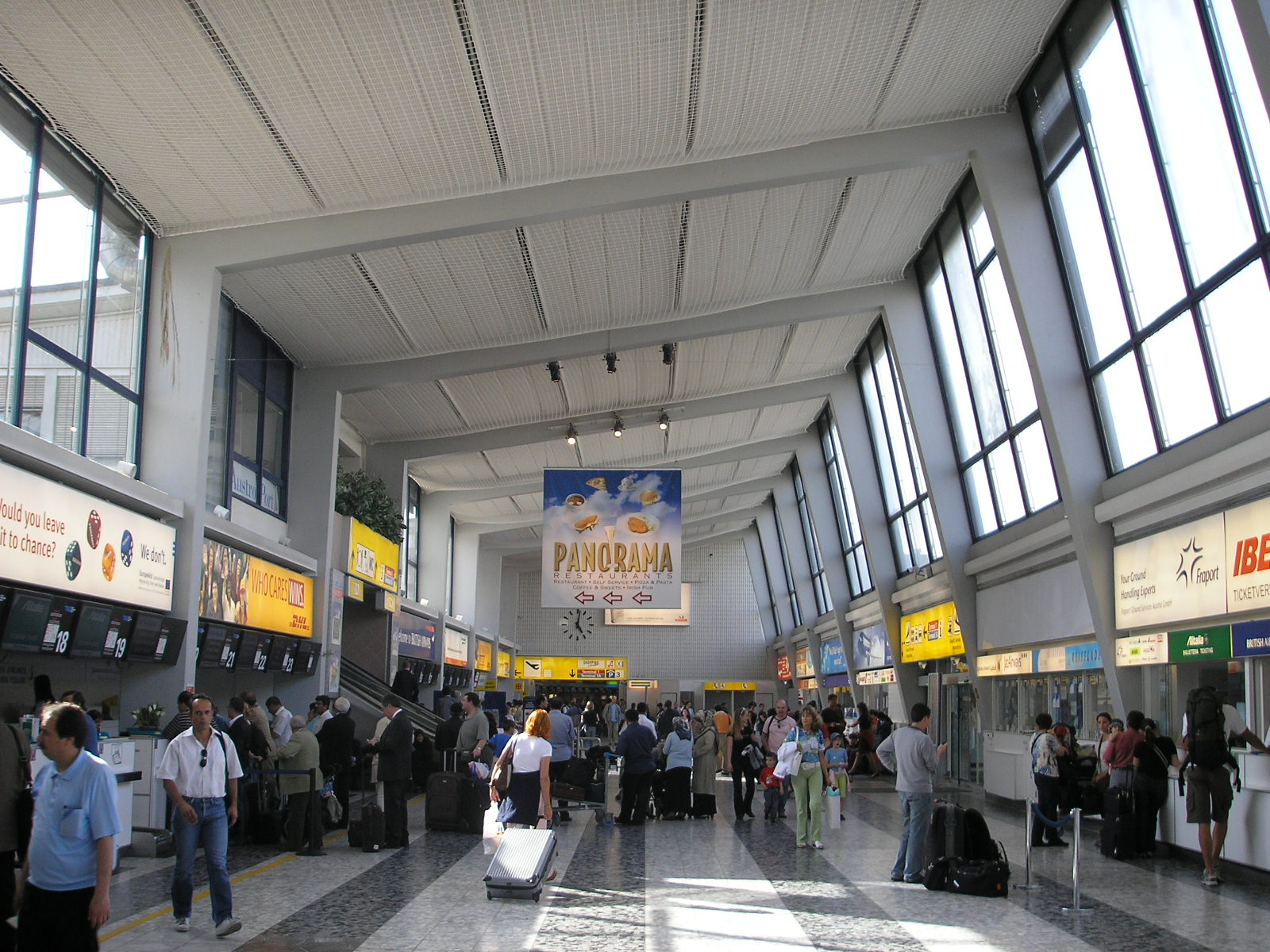
Стара будівля Терміналу 2 (1960)
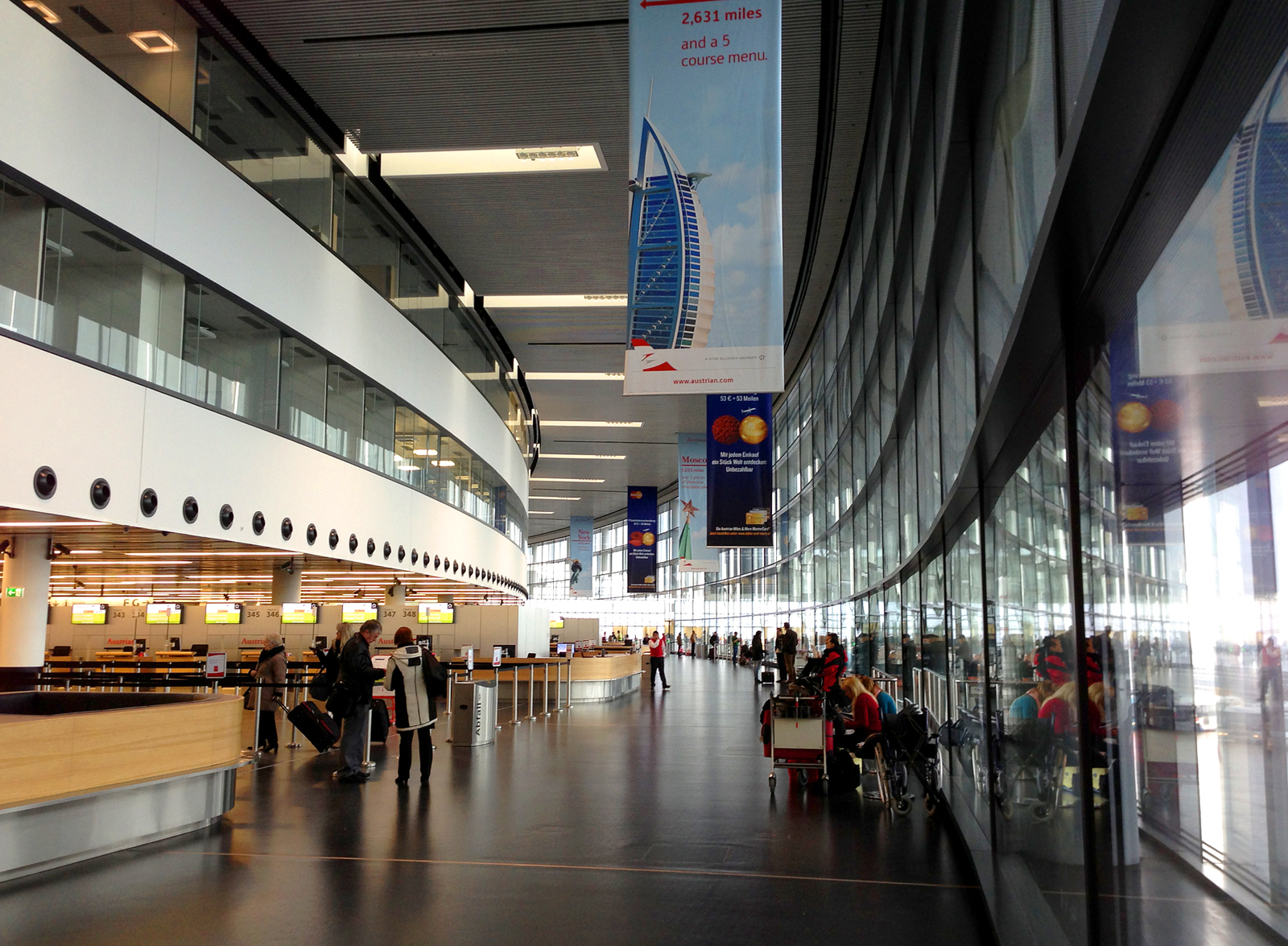
Термінал 3, збудований у 2012 році
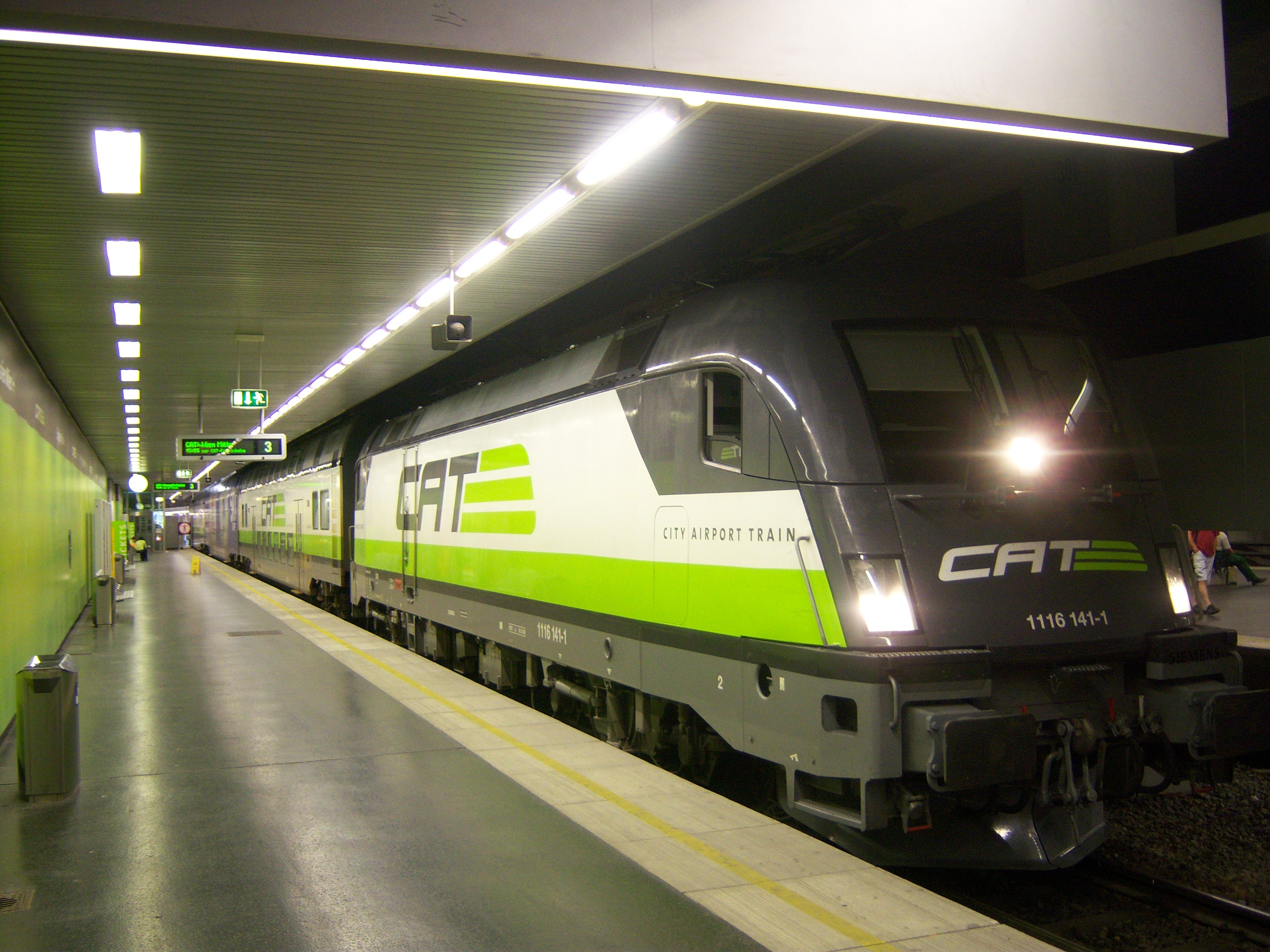
«City Airport» вокзал в аеропорту Відня
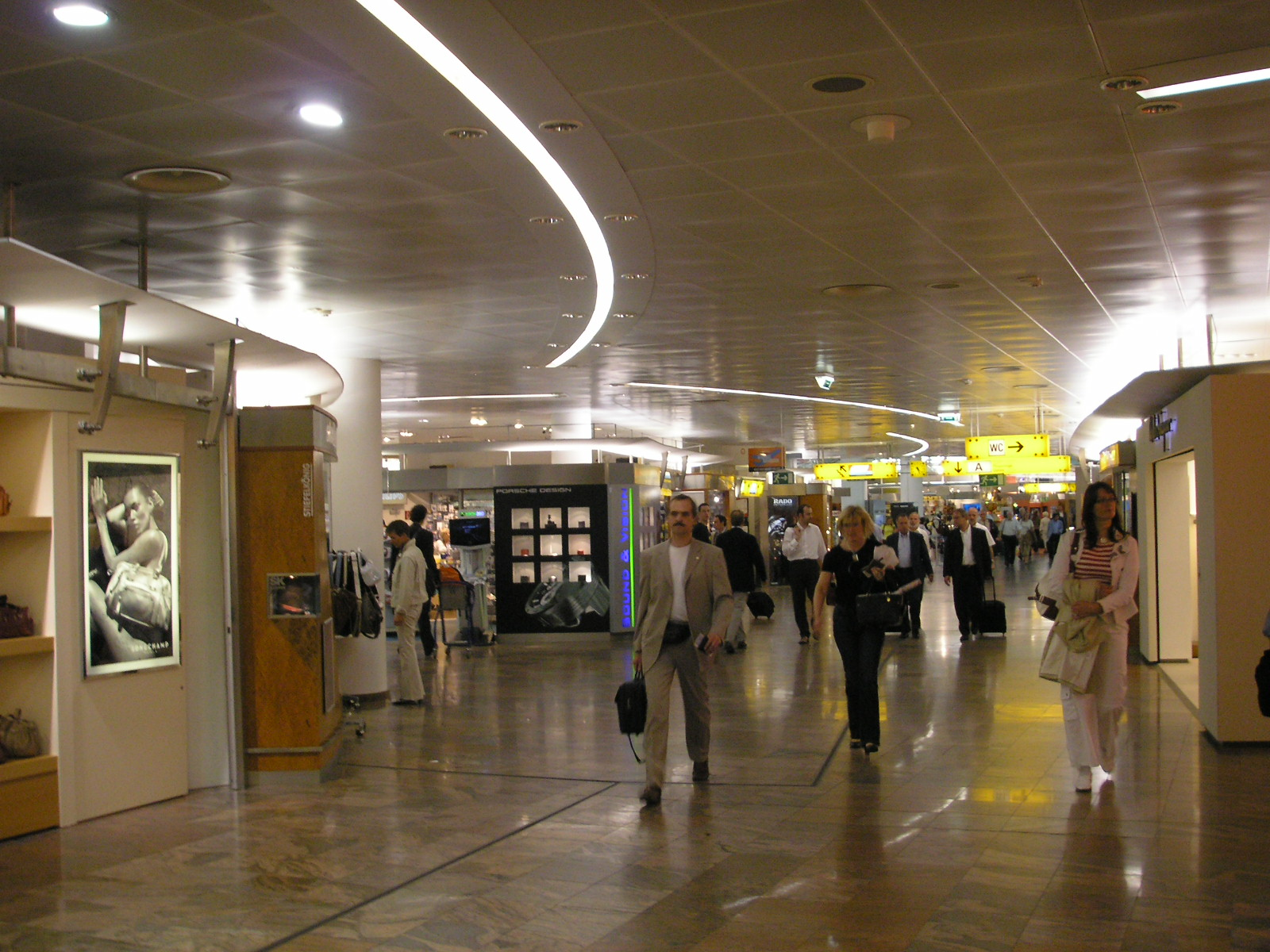
Територія безмитної торгівлі (2007)
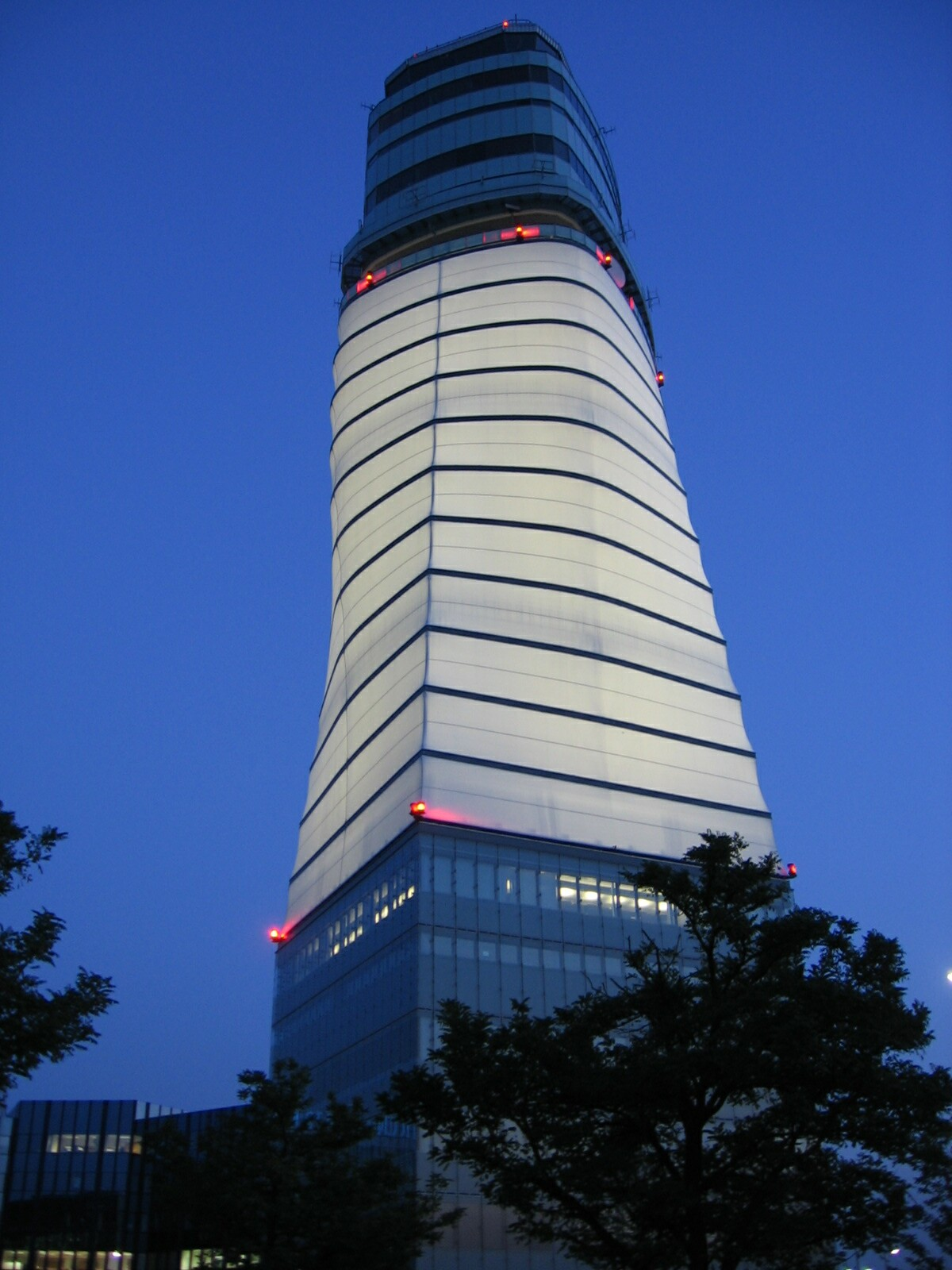
109-метрова вежа, контрольно-диспетчерський пункт
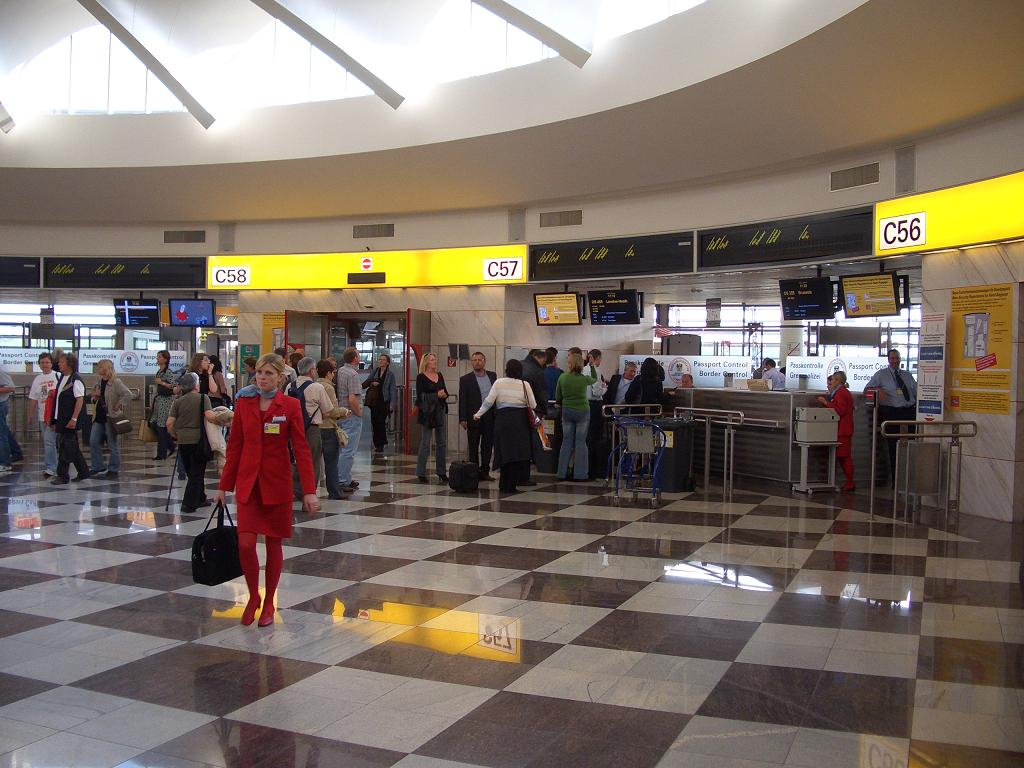
Гейт Залу C, обслуговують винятково рейси в країни Шенгенської зони
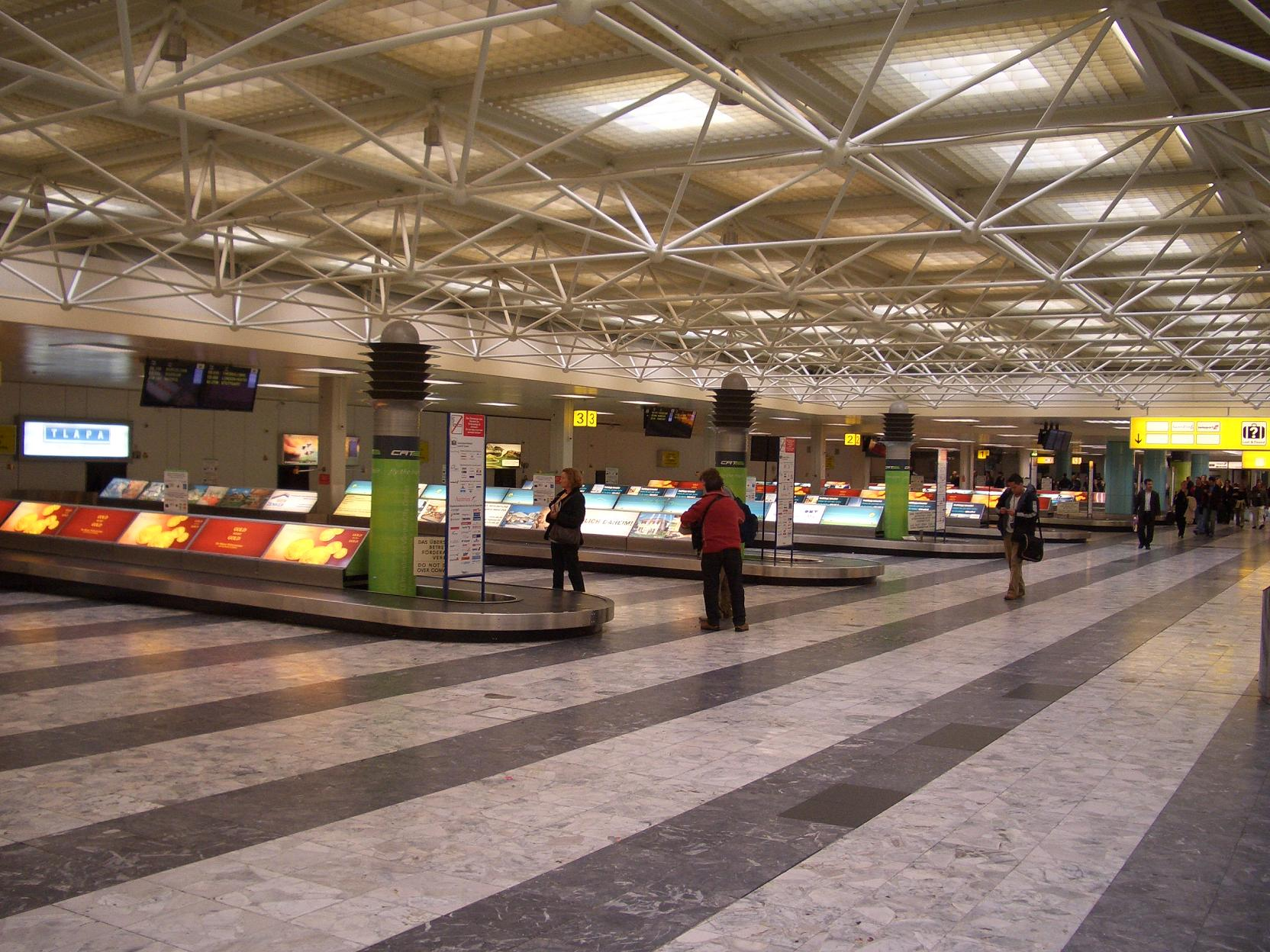
Зал отримання багажу
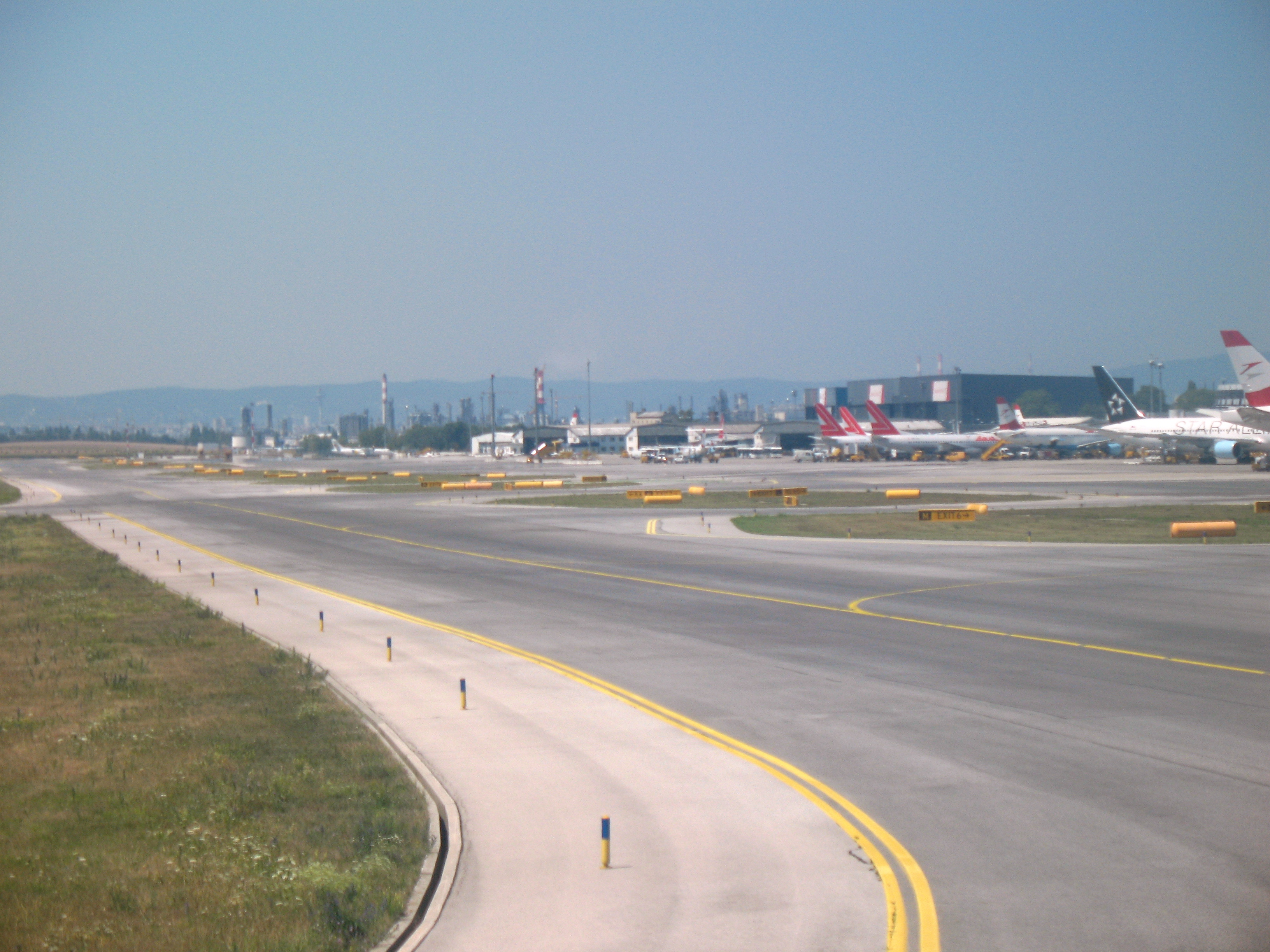
Літаки в аеропорту Відня